# Molí de Ca Bessó
El Molí de Ca Bessó és una obra de Garcia (Ribera d'Ebre) inclosa a l'Inventari del Patrimoni Arquitectònic de Catalunya.

## Descripció
Situat entre el carrer de la Gatera i el carrer del Raval. Molí format per una estructura quadrangular de pedra, amb coberta arrebossada de quatre vessants. Està construïda sobre una base d'obra amb dos pilars a la part més baixa, quedant separades ambdues parts per una coberta de formigó. Prop de la base s'observa una mola, parcialment tapada pels objectes que hi ha emmagatzemats. A pocs metres hi ha la base de pedra d'una premsa de vi. Per la seva situació, sembla que el molí hauria funcionat per tracció animal o eòlica.